# Virtuózok (első évad)
A Virtuózok című televíziós komolyzenei tehetségkutató első évada 2014. október 17-én vette kezdetét az M1 televízióadón. A sorozat felvételét a Duna World is közvetítette. A műsorvezetők Varga Edit és Bősze Ádám, a zsűritagok Miklósa Erika, Batta András, Kesselyák Gergely, Némethy Attila és Szenthelyi Miklós voltak. A fővédnökségét Ioan Holender, a Bécsi Operaház leghosszabb ideig regnáló igazgatója volt, vállalta el.
Mintegy kétezer fiatal jelentkezett a tehetségkutatóra, voltak versenyzők akik Gentből, Bécsből, Olaszországból, Berlinből, Bodrogszerdahelyről érkeztek a megmérettetésre.

## Készítők
A műsor gyártói a Classic Talents Hungary és a Show and Game Kft. voltak.

### A zsűri és a műsorvezetők
A zsűri:
- Miklósa Erika
- Batta András
- Kesselyák Gergely
- Némethy Attila
- Szenthelyi Miklós

A műsorvezetők:
- Varga Edit
- Bősze Ádám

### További alkotók
- Peller Mariann – producer, a műsorformátum kitalálója
- Dr. Vadász Dániel,[4] Glatz Attila[5] – társproducerek
Ajkay Krisztina és Medvedt Yvette – kreatív producerek
Koós György, Oláh Károly és Závodszky Zoltán – koproducerek
- Illés Gabriella, Szarvas Szilvia – formátumfejlesztők[5]
- Koós György – főrendező
- Szabó Szilárd – rendező
- Lukács Eszter – technikai rendező[5]
- Kőrösi András – vezető operatőr
- ODDialogue Kft. – grafika
- Werner Gábor – zenei vezető
- Illényi Péter  – zenei rendező
- Nyitrai Katalin és Szlobodnyik Krisztina – főszerkesztők
- Száraz Eszter és Vígh-Fekete Zsuzsa – felelős szerkesztők
- Varga Andrea -casting vezető
- Bakos Roland – műszaki vezető
- Bene Krisztina – gyártásvezető
- Nyitrai Katalin – főszerkesztő
- Csomós András – fővilágosító
- Kisprumik Ádám – stylist
- Pintér Réka – díszlettervező
- Sajgó Zsolt – díszletépítész
- Szabó Szilárd – rendező
- Szabó Tamás – képvágó
- Szenthelyi Miklós – művészeti vezető
- Fischer Attila és Tóth György – felvételvezetők
- Fodor Imre/Horváth Roland – produkciós vezető[5][m 1]

## Műsorok felvételről

### Első elődöntő
A műsor első elődöntőjében a tinik korcsoportja (14–19 éves korosztály) mutatkozott be, akik közül a középdöntőbe jutott:
- Néveri Bence, furulya – 16 évesen
- Magyar Valentin, zongora – 14 évesen (Némethy Attila szobrát kapta)
- Mohai Zsófia, oboa – 16 évesen (Miklósa Erika szobrát kapta)
- Tóth Bettina, hárfa – 17 évesen (Kesselyák Gergely szobrát kapta)
- Sándor Zoltán, hegedű – 18 évesen
- Dolfin Balázs, cselló – 17 évesen (Szenthelyi Miklós szobrát kapta)
- Csabay Zsuzsanna Virág, fuvola – 19 évesen
- Szilasi Dávid, zongora – 17 évesen (Batta András szobrát kapta)
- Lugosi Dániel Ali, klarinét – 15 évesen

### Második elődöntő
A műsor második elődöntőjében a kicsik korcsoportja (6–13 éves korosztály) mutatkozott be, akik közül a középdöntőbe jutott:
- Szauer Bianka, hárfa – 10 évesen (Kesselyák Gergely szobrát kapta)
- Nánási Ádám Péter, furulya – 11 évesen
- Lakatos Vivien, hegedű – 6 évesen (Batta András szobrát kapta)
- Borka Ráhel, cselló – 10 évesen (Miklósa Erika szobrát kapta)
- Gembela Gergely, gitár – 13 évesen
- Kiss Zoltán, hegedű – 12 évesen (Szenthelyi Miklós szobrát kapta)
- Szomora Pál, hegedű – 12 évesen
- Boros Misi, zongora – 11 évesen (Némethy Attila szobrát kapta)
- Puporka Jenő, nagybőgő – 13 évesen

A gyógyíthatatlan betegséggel küzdő hódmezővásárhelyi Kormányos Vanessza bár nem jutott tovább a középdöntőbe, de egy saját hegedűt és a kezelésére felajánlást kapott ajándékba a produkciótól, hogy gyógyuljon és gyógyíthasson a zenéje által.

### Harmadik elődöntő
A műsor harmadik elődöntőjében a nagyok korcsoportja (20–24, énekeseknél 28 éves korosztály) mutatkozott be, akik közül a középdöntőbe jutott:
- Foki Dániel, ének – 22 évesen
- Demeniv Mihály, harmonika – 23 évesen (Miklósa Erika szobrát kapta)
- Gyöngyösi Ivett, zongora – 21 évesen (Szenthelyi Miklós szobrát kapta)
- Szűts Apor – 21 évesen (Kesselyák Gergely szobrát kapta)
- Rigó Roland – 24 évesen (Némethy Attila szobrát kapta)
- Kéringer Dávid, szaxofon – 20 évesen (Batta András szobrát kapta)
- Girán Péter, gitár – 20 évesen
- Sallai Noémi, klarinét – 22 évesen
- Miroslav Sykora, ének – 26 évesen

### Első középdöntő
A tinik korcsoportjának középdöntőjében az elődöntő folyamán kiválasztott 9 versenyző közül hárman juthattak a döntőbe. A fiatalokat a Magyar Virtuózok Kamarazenekar kísérte Szabó Mónika és Werner Gábor vezényletével, majd az Amadinda Ütőegyüttessel, közösen eljátszották Claude Debussy A kis néger című művét. A vendég különdíjjal kedveskedhetett egy versenyzőnek, ám az együttes két díjazottat nevezett meg: Sándor Zoltánt és Csabay Zsuzsát, akiket a szilveszteri előadásuk próbáira hívtak meg.
A verseny folyamán a közönség mobilapplikáció segítségével szavazhatott a heti közönség kedvencére, aki egy személyre szabott szakmai programot nyerhetett. A műsor alatt a Virtuózok facebook oldalán Hiennel beszélhették meg a nézők véleményüket, észrevételeiket, aki maga is egy tehetségkutató felfedezettje volt és tanult hegedűs.
| # | Előadó (kora)               | Zenemű / zeneszerző                                                                           | Hangszer | Felkészítő tanár (zeneiskola) |
| - | --------------------------- | --------------------------------------------------------------------------------------------- | -------- | --- |
| 1 | Magyar Valentin (14)        | Polichinelle Op. 3. No 4.etűd / Sergey Rachmaninov                                            | zongora  | Eckhardt Gábor (Tóth Aladár Zeneiskola, Budapest) |
| 2 | Mohai Zsófia (16)           | A-mol oboaverseny, RV 461 II. Larghetto, III. Allegro / Antonio Vivaldi                       | oboa     | Kothencz Melinda (Pécsi Művészeti Gimnázium és Szakközépiskola)                                                                                                |
| 3 | Dolfin Balázs (17)          | Román népi táncok / Bartók Béla                                                               | cselló   | Mező László (Szent István Király Zeneművészeti Szakközépiskola és Alapfokú Művészetoktatási Intézmény, Budapest)                                               |
| 4 | Néveri Bence (16)           | A-moll szvit TWV 55:a2 – V. Menuet, VIII. Réjouissance / Georg Philipp Telemann               | furulya  | Lőrincz László (SZTE Vántus István Gyakorló Zeneművészeti Szakközépiskola, Szeged)                                                                             |
| 5 | Tóth Bettina (17)           | Légende d'après les Elfes de Leconte de Lisle részlet / Henriette Renié                       | hárfa    | Natasa Gorbunova (Király-König Péter Zeneiskola, Szeged) |
| 6 | Csabay Zsuzsanna Virág (19) | Magyar fantázia részlet / Doppler Ferenc                                                      | fuvola   | Romos Zsolt (Bartók Béla Zeneművészeti Szakközépiskola, Budapest)                                                                                              |
| 7 | Sándor Zoltán (18)          | Carmen fantázia részlet / Hubay Jenő                                                          | hegedű   | Szenthelyi Miklós (Liszt Ferenc Zeneművészeti Egyetem) |
| 8 | Szilasi Dávid (17)          | Cisz-moll etűd Op. 2 No. 1 és disz-moll etűd Op. 8 No. 2 / Alekszandr Nyikolajevics Szkrjabin | zongora  | Nyírő Gábor (Járdányi Pál Zeneiskola, Budapest) |
| 9 | Lugosi Dániel Ali (15)      | Bevezetés, téma és variációk klarinétra részlet / Gioachino Rossini                           | klarinét | prof. Johann Hindler; mentor: Szepesi János (Szent István Király Zeneművészeti Szakközépiskola, Budapest és Universitat Für Musik und Darstellende Kunst Wien) |

### Második középdöntő
A kicsik korcsoportjának középdöntőjében is az elődöntő folyamán kiválasztott 9 versenyző közül hárman juthattak tovább a döntőbe, a fiatalokat ugyanúgy a Magyar Virtuózok Kamarazenekar kísérte. Ezúttal ők a 2Cellos szlovén duóval léptek színpadra és Michael Jackson Smooth Criminal című dalát adták elő közösen. A vendég különdíjjal kedveskedhetett egy versenyzőnek. A 2Cellos választása a legfiatalabb Lakatos Vivienre esett, aki családjával együtt egy koncert-meghívást kapott színpadra lépéssel és a backstage kulisszatitkainak betekintésével.
A verseny folyamán a közönség mobilapplikáció segítségével szavazhatott a heti közönség kedvencére, aki egy személyre szabott szakmai programot nyerhetett. Akárcsak az első középdöntőben, a műsor alatt a Virtuózok facebook oldalán Hiennel beszélhették meg a nézők véleményüket, észrevételeiket, aki maga is egy tehetségkutató felfedezettje volt és tanult hegedűs.
| # | Előadó (kora)        | Zenemű / zeneszerző                                                                                       | Hangszer | Felkészítő tanár (zeneiskola)                                     |
| - | -------------------- | --- | -------- | ----------------------------------------------------------------- |
| 1 | Gembela Gergely (13) | Tango en Skaï / Roland Dyens                                                                              | gitár    | Pavlovits Dávid (Óbudai Árpád Gimnázium, Szentendre)              |
| 2 | Szomora Pál (12)     | No. 17, magyar tánc / Johannes Brahms, Fritz Kreisler                                                     | hegedű   | Mikhail Bezverkhny (Mijlpaal Basis School, Gent, Belgium)         |
| 3 | Szauer Bianka (10)   | B-dúr hárfaverseny, Op. 4 No. 6., HWV 294 – II. Larghetto, III. Allegro moderato / Georg Friedrich Händel | hárfa    | Natasa Gorbunova (Király-König Péter Zeneiskola, Szeged)          |
| 4 | Borka Ráhel (10)     | Spanyol szerenád, Op. 54 No. 2. / David Popper                                                            | cselló   | Varga István (Weiner Leó Zeneművészeti Szakközépiskola, Budajenő) |
| 5 | Lakatos Vivien (6)   | Csárdás / Vittorio Monti                                                                                  | hegedű   | Zsiga Pál (Johann Sebastian Bach Zeneiskola, Szabadka)            |
| 6 | Puporka Jenő (13)    | No. 2. (h-moll) szvit BWV 1067 / Johann Sebastian Bach                                                    | nagybőgő | Puporka Ferenc (Molnár Antal Zeneiskola, Budapest)                |
| 7 | Nánási Ádám (11)     | A-moll concerto RV 108 – II. Largo, I. Allegro / Antonio Vivaldi                                          | furulya  | Paragi Jenő (Király-König Péter Zeneiskola, Szeged)               |
| 8 | Kiss Zoltán (12)     | Thais – Meditation / Jules Massenet                                                                       | hegedű   | Szászné Réger Judit (Józsefvárosi Zeneiskola, Budapest)           |
| 9 | Boros Misi (11)      | Gisz-moll poloniase, Op. posth. / Frédéric Chopin                                                         | zongora  | Megyimóreczné Schmidt Ildikó (Liszt Ferenc Zeneiskola, Pécs)      |

### Harmadik középdöntő
A nagyok korcsoportjának középdöntőjében is az elődöntő folyamán kiválasztott 9 versenyző közül hárman juthattak tovább a döntőbe. Kíséretüket ismét a Magyar Virtuózok Kamarazenekar biztosította, Miroslav Sykora duettjében pedig Massányi Viktor bariton is segített. A döntősök kihirdetése előtt a nagyok is előadtak egy közös produkciót Gilles Apapal és a kamarazenekarral Klaus Badelt A Karib-tenger kalózai filmzenét játszhatták el együtt. A világhírű hegedűművész is adott egy különdíjat, egy újabb együtt-zenélést a legközelebbi magyarországi fellépésén a korcsoport összes középdöntősével.
A verseny folyamán a közönség mobilapplikáció segítségével szavazhatott a heti közönség kedvencére, aki egy személyre szabott szakmai programot nyerhetett. Akárcsak az első középdöntőben, a műsor alatt a Virtuózok facebook oldalán Hiennel beszélhették meg a nézők véleményüket, észrevételeiket, aki maga is egy tehetségkutató felfedezettje volt és tanult hegedűs.
| # | Előadó (kora)        | Zenemű / zeneszerző                                                                                           | Hangszer  | Felkészítő tanár (zeneiskola/honnan érkezett)                        |
| - | -------------------- | --- | --------- | -------------------------------------------------------------------- |
| 1 | Rigó Ronald (24)     | Török induló koncertparafrázis / Wolfgang Amadeus Mozart – Arcadi Volodos                                     | zongora   | Eckhardt Gábor (Dunaszerdahely)                                      |
| 2 | Sallai Noémi (22)    | No. 2 (esz-dúr) klarinétverseny Op. 74. III. Alla polacca részlet / Carl Maria von Weber                      | klarinét  | Gyulai Endre (Humboldt-Universität zu Berlin)                        |
| 3 | Foki Dániel (21)     | Szerelmi bájital 1. felvonás – Belcora áriája „Come Paride vezzoso” (Mint a bájos Párizs) / Gaetano Donizetti | ének      | Karlheinz Hanser (Universität für Musik und Darstellende Kunst Wien) |
| 4 | Kéringer Dávid (20)  | Tableaux de Provance – V. Lou cabridan / Paule Maurice                                                        | szaxofon  | Seleljo Erzsébet (Liszt Ferenc Zeneművészeti Egyetem)                |
| 5 | Demeniv Mihály (23)  | No. 2 (g-moll) concerto „L'Estate” (Nyár) Op. 8. RV 315 – III. Presto / Antonio Vivaldi                       | harmonika | Ernyei László (Liszt Ferenc Zeneművészeti Egyetem)                   |
| 6 | Szűts Apor (21)      | No. 7. „Eroica” transzcendens etűd / Liszt Ferenc                                                             | zongora   | Kecskés Balázs (Liszt Ferenc Zeneművészeti Egyetem)                  |
| 7 | Miroslav Sykora (26) | „Clarice cara mia sposa” ária KV 256 / W. A. Mozart                                                           | ének      | - (Bodrogszerdahely)                                                 |
| 8 | Girán Péter (20)     | No. 1. (d-dúr) gitárverseny Op. 99. – III. Ritmico e cavalleresco / Mario Castelnuovo-Tedesco                 | gitár     | Pavlovits Dávid (Szegedi Tudományegyetem zeneművészeti kar)          |
| 9 | Gyöngyösi Ivett (21) | X. magyar rapszódia / Liszt Ferenc                                                                            | zongora   | Dráfi Kálmán (Liszt Ferenc Zeneművészeti Egyetem)                    |

## Élő műsorok

### Korcsoport-döntő
A műsorfolyam első élő közvetítése a korcsoport-döntő adása volt. A fiatal muzsikusok ezúttal már a Magyar Rádió Szimfonikus zenekarával játszottak együtt, akiket Kovács János karmester vezényelt, ezért komoly felkészülés előzte meg az előadást. Fellépett a The Piano Guys nevű amerikai formáció is, akik két különleges slágerfeldolgozást adtak elő. A crossover stílusban játszó együttes előbb az One Direction What Makes You Beautiful, majd Adele Rolling in the deep című dalával választotta el a korcsoport-blokkokat.
A korcsoport-döntőben is tovább folytatódott, hogy a közönség mobilapplikáció segítségével szavazhatott a heti közönség kedvencére a verseny folyamán, aki egy személyre szabott szakmai programot nyerhetett. A műsorban élőben jelen volt Hien és Rákász Gergely orgonaművész. Az adásban a nézők belepillanthattak a próbáknak azon részébe, amikor a versenyzőket meglepetésvendégek látogatták meg.
| # | Előadó (kora)          | Zenemű / zeneszerző                                                                               | Hangszer  | Korcsoport |
| - | ---------------------- | ------------------------------------------------------------------------------------------------- | --------- | ---------- |
| 1 | Szauer Bianka (10)     | Baroque Flamenco / Deborah Henson-Conant                                                          | hárfa     | kicsik     |
| 2 | Kiss Zoltán (12)       | No. 1. (a-moll) hegedűverseny – I. Allegro moderato / Jean-Baptiste Accolay arr. Jakub Kowalewski | hegedű    | kicsik     |
| 3 | Boros Misi (11)        | No. 1. (d-dúr) zongoraverseny Hob XVIII: 11 – III. Rondo all'Ungherese / Joseph Haydn             | zongora   | kicsik     |
| 4 | Sándor Zoltán (18)     | Bevezetés és tarantella, Op. 43. / Pablo de Sarasate                                              | hegedű    | tinik      |
| 5 | Tóth Betti (17)        | Hárfaverseny, Op. 74. – III. Allegro giocoso / Reinhold Gliere                                    | hárfa     | tinik      |
| 6 | Lugosi Dániel Ali (15) | No. 1. (f-moll) klarinétverseny, Op. 73. – I. Allegro / Carl Maria von Weber                      | klarinét  | tinik      |
| 7 | Foki Dániel (22)       | A halott város, Op. 12, Pierrot táncdala „Mein Sehnen, mein Wähnen” / Erich Wolfgang Korngold     | ének      | nagyok     |
| 8 | Demeniv Mihály (23)    | Ommagio ad Astor Piazzolla / Vladimir Zubitzky                                                    | harmonika | nagyok     |
| 9 | Gyöngyösi Ivett (21)   | Andente spianato et Grande poloniase brillante, Op. 22. – Poloniase / Frédéric Chopin             | zongora   | nagyok     |

Az eredményhirdetés után Kesselyák Gergely szót kérve bejelentette, hogy a három korcsoportgyőztesen túl a döntéshozatal közben a zsűriszobában megalapították a „zsűri különdíj”át, amit az a versenyző nyert el, aki – ahogy a zsűritag fogalmazott – „elemi erővel képviseli egyrészt a verseny hivatását, másrészt mindannyiunknak, zenészeknek a hivatását, hogy a klasszikus zenét vigyük közel az emberekhez”.

### Finálé-döntő
A műsor finálé-döntőjén a fiatalokat a Győri Filharmonikus Zenekar kísérte Héja Domonkos vezényletével. Itt már a nézők dönthettek SMS, illetve mobil applikációs szavazással, hogy  a három korcsoport-győztes közül ki legyen a műsor abszolút fődíjasa. Minden versenyző két, előbb egy klasszikus, majd egy crossover darabot játszott.
A facebookon élőben jelen volt Hien és Rákász Gergely orgonaművész, akik háttérinfókkal szolgáltak az oldalra látogatóknak. A műsorban fellépett Bogányi Gergely zongoraművész Liszt Ferenc Szerelmi álmok No. 1. (asz-dúr) noktürnjével, Alexander Markov hegedűművész Niccolò Paganini No. 24. (a-moll) caprice zeneművével és Thomas Hampson amerikai lírai bariton is, aki Jules Massenet Herodiade operájából Heródes áriáját adta elő.
| Finálé-döntő – 2014. december 19. | Finálé-döntő – 2014. december 19. | Finálé-döntő – 2014. december 19. | Finálé-döntő – 2014. december 19.                                      | Finálé-döntő – 2014. december 19. | Finálé-döntő – 2014. december 19.            |
| Előadó (kora)                     | Hangszer                          | #                                 | Klasszikus zenemű / zeneszerző                                         | #                                 | Crossover zenemű / zeneszerző                |
| --------------------------------- | --------------------------------- | --------------------------------- | ---------------------------------------------------------------------- | --------------------------------- | -------------------------------------------- |
| Boros Misi (11)                   | zongora                           | 1                                 | No. 7. (c-dúr) szonáta, K. 309 – I. Allegro con spirito / W. A. Mozart | 6                                 | Két karácsonyi dal Boros Misinek / Ott Rezső |
| Gyöngyösi Ivett (21)              | zongora                           | 2                                 | No. 1. (esz-dúr) zongoraverseny S. 124. részlet / Liszt Ferenc         | 4                                 | Harry Potter / John Williams, Jarrod Radnich |
| Lugosi Dániel Ali (15)            | klarinét                          | 3                                 | After you, Mr. Gershwin! / Kovács Béla                                 | 5                                 | Sholem-alekhem, rov Feidman! / Kovács Béla   |

Kutnyánszky Csaba, a Zeneakadémia rektorhelyettese az eredményhirdetés előtt bejelentette, hogy Boros Misi felvételt nyert az egyetem rendkívüli tehetségek osztályába.
A verseny befejezéseként Szűts Apor saját szerzeményét vezényelte, amit külön a Virtuózok műsornak írt és a szimfonikusokkal közösen saját zenekara, az ApOrchestra adta elő.

## Nyeremények
A műsor döntőjének 3 korcsoport-nyertese: a „kicsik”nél Boros Misi zongorista a New York-i Avery Fisher Hall rendezvényteremben, a „tinik”nél Lugosi Dániel Ali klarinétos a Miamiban található Kravis Center színpadán, a „nagyok”nál pedig Gyöngyösi Ivett zongorista a torontoi Roy Thomson Hallban léphetett fel. Ők elkészíthették saját lemezfelvételüket is. A zsűri különdíjában részesült Demeniv Mihály harmonikás, aki a Los Angeles-i Walt Disney Concert Hallban mutatkozhatott be. A 11 éves Boros Misi a versenyen nyújtott teljesítménye alapján felvételt nyert a Zeneakadémia rendkívüli tehetségek osztályába.
A fináléban a nézők szavazatai alapján legjobbnak választott abszolút fődíjas Lugosi Dániel Ali egy éven át havi 1 millió forintot nyert, amit zenei karrierjére fordíthat.
A verseny további különdíjait december 20-án a Syma csarnokban adták át, – amelyeket hazai szimfonikus zenekarok, az Armel Operaverseny és Fesztivál és Molnár Levente operaénekes ajánlott fel. Még a műsor megkezdése előtt különdíjakat ajánlott fel az UNICEF és Maxim Vengerov, Rost Andrea, az Artportal, a Magyar Állami Operaház és a Magyar Rádió Zenei Együttesei.

## Nézettség
A Nielsen Közönségmérés adatai szerint a Virtuózok átlagos nézettsége 387 ezer fő volt. Az M1-en péntek esténként sugározott – a végső döntővel együtt – összesen 8 adásba 980 ezren néztek bele. A legnézettebbnek, második adás bizonyult, amire 1,25 millióan kapcsoltak oda és az átlagos nézettsége 565 ezer fő lett. A 2009–2014 közötti időszakban egyetlen nézettebb komolyzenei közvetítés sem volt a magyar piacon. A műsor kimagasló teljesítménye továbbá, hogy komolyzenei produkcióként a teljes széria adásaiba, a Duna Worldön sugárzott ismétléseket nem számítva, összesen 3,1 millióan néztek bele hosszabb-rövidebb időre.

## Az első évad utóélete
A kis virtuózok több gálakoncerten is felléptek, többek között a Syma csarnokban december 20-án, 29-én a veszprémi Hangvillában vagy szilveszterkor a Tüskecsarnokban, melyeken a tehetségkutató nyertesei, a középdöntő résztvevői, valamint további vendégek is szerepeltek.
Még a 2014 decemberében életre hívott Kis Virtuózok Alapítvány ösztöndíjakkal támogatta a fiatal zenei tehetségek kibontakozását, mely keretében 50 ezer forinttól 200 ezer forintig terjedő elismerés egy részét kötött módon tanulmányaikra, nemzetközi versenyekre, hangszerekre fordíthatják, a másik része szabadon használhatják fel. Kiválasztásuk szakmai bizottság által történt, költségét az alapítvány forrásai, támogatók és a Virtuózok-produkció fellépéseinek honoráriumai biztosították. A Zeneakadémia Solti-termében megrendezett első átadón, 2015. május 14-én Gyöngyösi Ivett, Boros Misi, Borka Ráhel, Demeniv Mihály, Lakatos Vivien, Kiss Zoltán, Rigó Ronald, Sándor Zoltán, Tóth Bettina, Váradi Gyula, valamint a műsorban nem szereplő Szalai Lotti, a Zeneakadémia gitárszakos hallgatója részesült ösztöndíjban. Gyöngyösi Ivett egyúttal az alapítvány karitatív nagykövete, Boros Misi pedig a Virtuózok arca lett. Az alapítvány első hangszeradományát, egy Bárány Dezső által 1909-ben készített mesterhegedűt Kiss Zoltán kapta, aki a műsorban a kicsik korcsoportjának döntősei között szerepelt.
2015 tavaszán, a Budapesti Nemzetközi Könyvfesztiválon a Holnap Kiadó és a Classic Talents Hungary Kft. gondozásában megjelent a Virtuózok interjúkötete, melyben a gyerekek és felkészítő tanáraik, szüleik, valamint a zsűritagok és a műsor munkatársai nyilatkoztak. A könyv a CD-mellékletet is tartalmaz, amin a döntő teljes hanganyaga hallható. Háromféle borítóval, a korcsoport-győztesek - Boros Misi, Lugosi Dániel Ali és Gyöngyösi Ivett - egyikének fotójával jelent meg. A kötet írója-szerkesztője a Virtuózok egyik műsorvezetője, Varga Edit volt, aki az interjúkat Vigh-Fekete Zsuzsával és Száraz Eszterrel készítette. A köztévé híradójának így beszélt a könyvről: „Meg akartuk mutatni, hogy bár kivételes gyerekekről van szó, akikben valami belső elhivatottság munkál, más részről mégis teljesen hétköznapiak”.
A Filharmónia Magyarország 2015. május végétől országos turnét szervezett az ifjú tehetségeknek, de ország-, Európa- és világszerte is számos érdeklődés mutatkozott rájuk. Eközben egy szakmai-nevelői csapat a pécsi Zsolnay Örökségkezelővel együttműködve háromhetes nyári tábort rendezett, ahol a 2014-es Virtuózok döntősei együtt készülhettek az új jelentkezőkkel, és amin a fiatalok többek között a zenekarral való fellépést is gyakorolhatták.
2015 őszén különleges, interaktív „Virtuózok-kiállítás” nyílt a Várkert Bazár déli palotájában, melynek célja, hogy a legjellegzetesebb tárgyakon, fotókon és filmeken keresztül bemutassák a Virtuózok első szériájának szereplőit, nyerteseit, hangszereit, valamint a televíziós műsor világát. Az érdeklődők animátorok, szakemberek segítségével ki is próbálhatják a különböző hangszereket, de további interaktív programok és koncertek is várják a látogatókat.
Több elismerést is szerzett a műsor és alkotói. A Virtuózok a Kamera Korrektúra Szórakoztató, zene kategóriában és a Televíziós Újságírók Díja Nagyszabású show-műsor kategóriájában is második helyezett lett.
2016-ban a magyar licenctulajdonos Peller Mariann (Classic Talents Hungary) a Virtuózok nemzetközi forgalmazási jogaira kötött együttműködést az amerikai Dick Clark Production médiacéggel.